# Jules Vuillemin
Pour les articles homonymes, voir Vuillemin.
Jules Vuillemin, né le 15 février 1920 à Pierrefontaine-les-Varans (Doubs) et mort le 16 janvier 2001 aux Fourgs (Doubs), est un philosophe rationaliste et épistémologue français.
Vuillemin est considéré comme un des plus importants philosophes du XXe siècle,.

## Biographie

### Formation et carrière

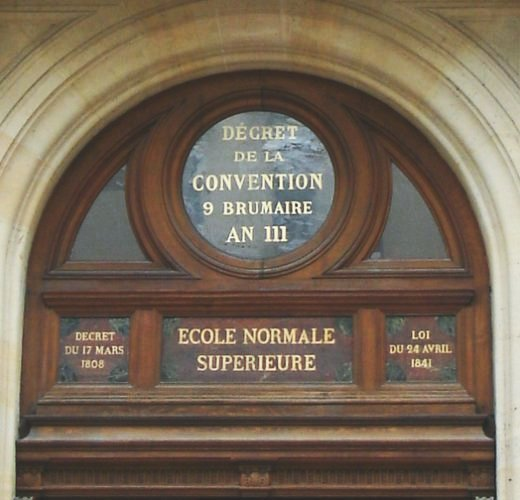
L'École normale supérieure à Paris (France)

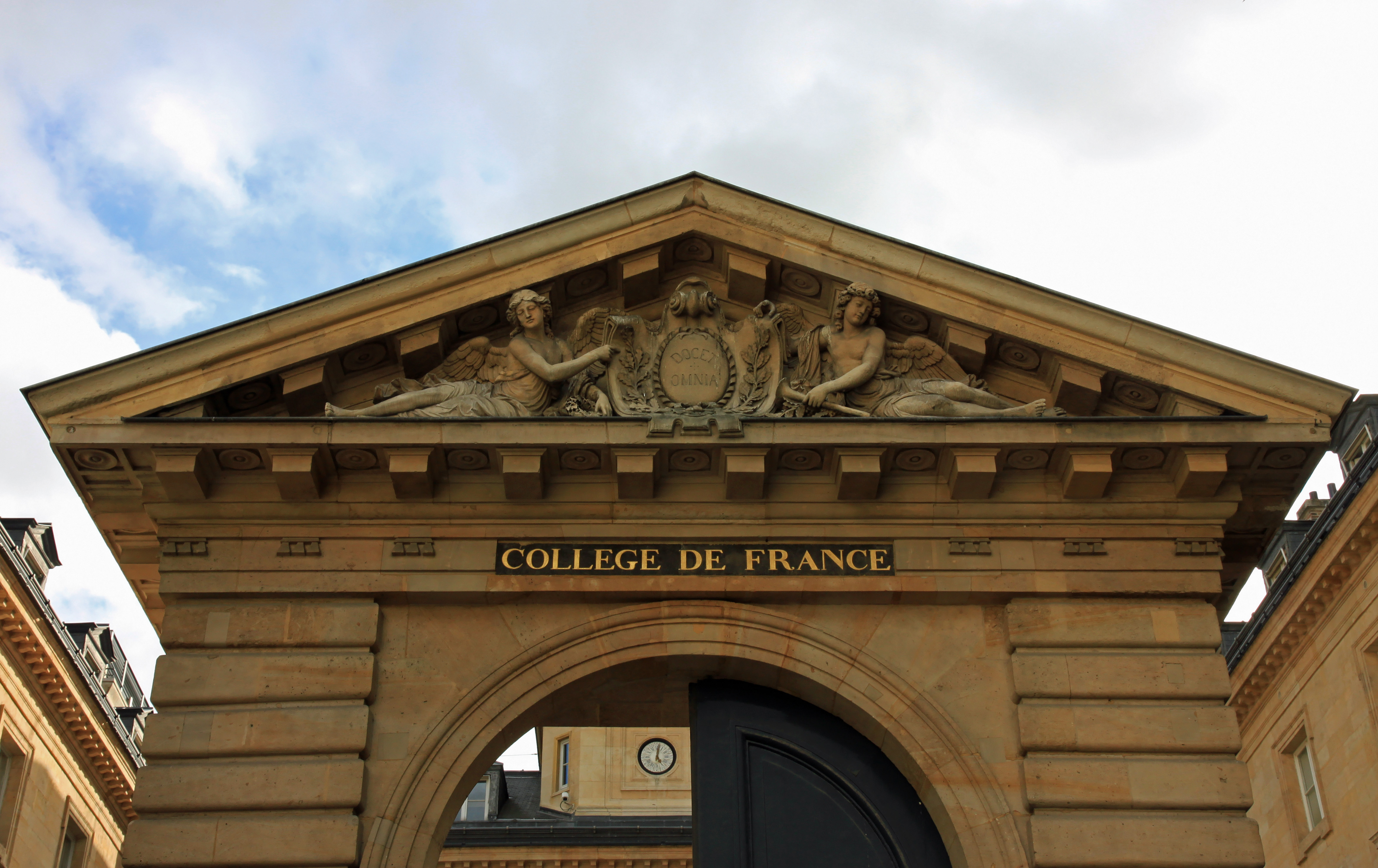
Le Collège de France à Paris (France)

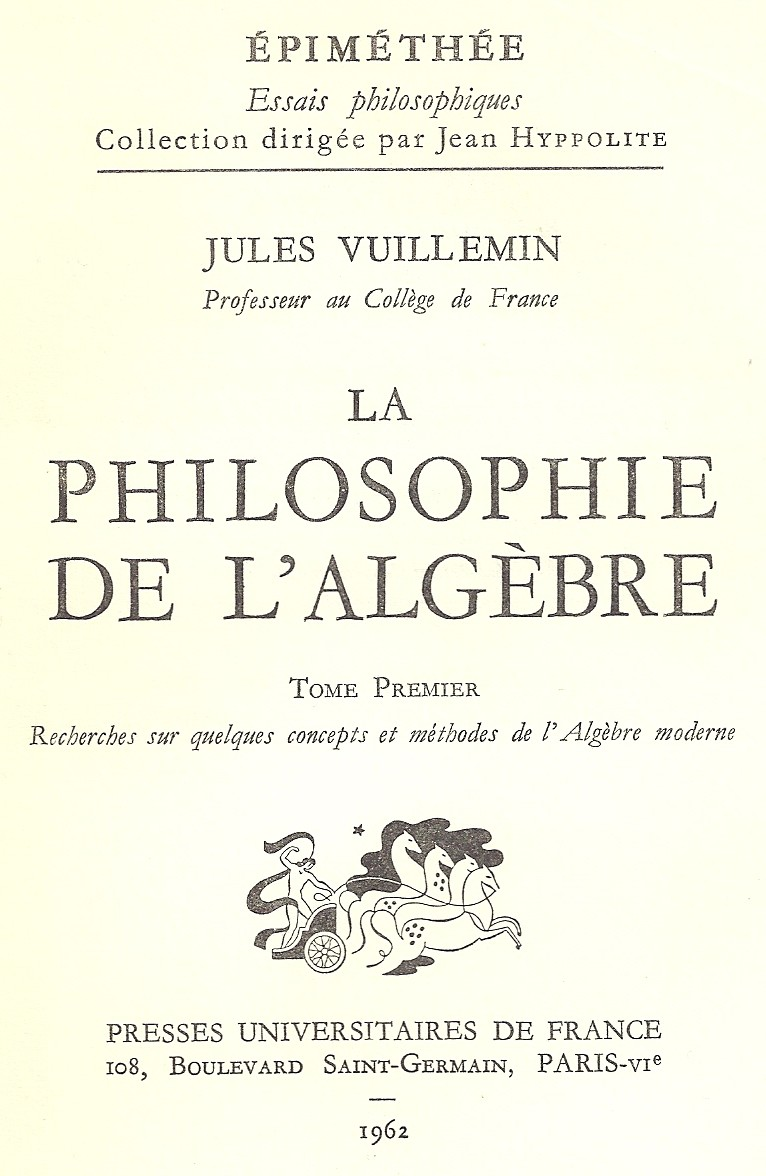
Jules Vuillemin, La philosophie de l'algèbre.

Philosophe français, Jules Vuillemin naît le 15 février 1920 à Pierrefontaine-les-Varans dans le Doubs. Son père est employé de bureau à la préfecture de Metz puis à la sous-préfecture de Château-Salins, où il passe son enfance. Sa scolarité se déroule au collège de Pontarlier, puis au Collège des Jésuites à Metz. Après son baccalauréat, il voyage en Allemagne en août 1936 et perçoit « l'imminence des hostilités ». Il entre enfin au lycée Louis-le-Grand à Paris en 1937.
Il est élève de l'École normale supérieure de 1939 à 1943, où il étudie la philosophie. Après la « drôle de guerre », la mobilisation en mai 1940 et la défaite de l'armée française, il passe plusieurs mois dans les Camps de jeunesse du maréchal Pétain et échoue dans sa tentative de passage en Angleterre. François Cuzin, qu'il décrit comme son « mentor » à l'École normale supérieure, l'initie à Kant. À la Sorbonne, il suit les cours de Gaston Bachelard, Émile Bréhier, Henri Gouhier et Jean Cavaillès, et se lie d'amitié avec Jacques Chazelle et Jean Plaud.
Reçu premier à l'agrégation de philosophie en 1943 (ex-æquo avec Tran Duc Thao), il enseigne au lycée Victor-Hugo de Besançon l'année 1943-1944. Il rejoint le groupe de résistance de son village.
Il obtient un demi-poste au CNRS de 1944 à 1950. Il a deux enfants de son premier mariage : Françoise Létoublon et Jean Vuillemin. En 1946, il découvre l'Italie à pied avec son ami de Résistance Pierre Bichet, peintre vivant à Pontarlier. En 1948, il soutient sa thèse, L'Être et le travail.
Maurice Merleau-Ponty ayant échoué à le faire élire sur le poste à l'université de Lyon qu'il venait de quitter pour la Sorbonne, Vuillemin enseigne au lycée avant de devenir professeur à l'université de Clermont-Ferrand, ville où il réside de 1950 à 1962. À Clermont-Ferrand, il étudie les œuvres de Martial Gueroult, dont il devient l'un des principaux disciples, avec Victor Goldschmidt, Ginette Dreyfus et Louis Guillermit. Il s'initie également aux mathématiques contemporaines, notamment au contact des mathématiciens Pierre Samuel — à qui il dédie la Philosophie de l'algèbre, publiée en 1962 — et Marcel Guillaume. Il découvre à cette époque la philosophie analytique.
En 1960, Vuillemin, directeur du département de philosophie de l'université de Clermont-Ferrand, propose à Michel Foucault un poste d'enseignement de la psychologie. Les deux hommes se lient d'amitié, et discutent régulièrement de philosophie, pendant que Foucault élabore ce qui deviendra Les Mots et les Choses.
Martial Gueroult obtient l'élection de Vuillemin au Collège de France en 1962. Jules Vuillemin succède ainsi à Maurice Merleau-Ponty et devient professeur titulaire de la chaire de « Philosophie de la connaissance » du Collège de France, où il enseigne de 1962 à 1990. Pendant son cours sur Bertrand Russell, dans les années 1960, il lui arrive d'enseigner à deux auditeurs.
Après son divorce, il épouse en 1967 la philologue Gudrun Diem (1931-2018), fille de Carl et Liselott Diem. Ils vivent deux ans à Paris, avec une maison de vacances aux Fourgs, avant de s'y installer définitivement en 1969.
En 1968, il fonde avec son ami Gilles Gaston Granger l'éphémère revue L'Âge de la science.
Parmi ses auditeurs au Collège de France, on relève la présence de scientifiques issus de l'École Polytechnique et du Conservatoire national des arts et métiers[réf. souhaitée].Jacques Bouveresse et Anne Fagot-Largeault (membre de l'Académie des Sciences) furent les élèves de Vuillemin à l'École normale supérieure. Michel Foucault et Pierre Bourdieu furent ses collègues au Collège de France.
Comme le fit, un temps, Martial Gueroult, et conformément au vœu qu'avait exprimé Jean Hyppolite, Vuillemin soutient la candidature de Michel Foucault au Collège de France. Il propose ainsi à l'assemblée des professeurs du Collège de France, le 30 novembre 1969, la création d'une chaire d'« Histoire des systèmes de pensée », puis, le 12 avril 1970, recommande Michel Foucault pour occuper cette chaire. C'est également Vuillemin qui prononcera le discours d'hommage à Foucault, au Collège de France, en 1984.
Jules Vuillemin décède le 16 janvier 2001. Il est enterré le 18 janvier 2001 aux Fourgs. L'abbé Jules Vitte, avec qui il s'entretenait régulièrement, prononce l'homélie et publie un hommage dans L'Est républicain.

### Vuillemin et la philosophie analytique
Il est l'un des premiers philosophes français à s'intéresser à la philosophie analytique et à en adopter des aspects stylistiques et méthodiques, notamment la formalisation logique. Il diffuse à nouveau en France la pensée de Bertrand Russell et introduit les œuvres de Rudolf Carnap et Willard Van Orman Quine. Ses travaux ont notamment influencé Jacques Bouveresse, qui se réclame de son rationalisme, et lui a succédé au Collège de France en créant la chaire de « Philosophie du langage et de la connaissance ».
Tout en étudiant avec application la philosophie analytique, Vuillemin n'a jamais voulu couper les ponts avec la tradition philosophique ; et la préface de What Are Philosophical Systems se présente comme un rejet en bloc des principaux présupposés que Vuillemin attribue à la philosophie analytique de son époque, en laquelle on peut reconnaître la philosophie du langage inspirée de Wittgenstein : Vuillemin affirme que la perception précède le langage, qu'une conception du monde (Weltanschauung) ne fait pas une philosophie, qu'il n'existe aucune continuité entre sens commun et philosophie, et qu'il existe plusieurs types de vérité philosophique au lieu d'un seul.
Dans son séminaire du Collège de France, Vuillemin traite de la théorie de la connaissance appliquée aux mathématiques (fondements des mathématiques, algèbre, analyse, géométrie) et à la physique (astronomie, théorie de la relativité, mécanique quantique, chaos, sciences de l'ingénieur).
L'approche multidisciplinaire, propre à Vuillemin, ne se limitait pas aux sciences exactes, mais couvrait également toutes les branches de la philosophie et les humanités grecques et latines.
A ce titre il fut et reste considéré comme le dernier encyclopédiste de l'époque contemporaine, à l'instar de ce que fut Leibniz aux temps modernes.
Jules Vuillemin est, avec Gilles Gaston Granger et René Thom, un des plus grands épistémologues français du XXe siècle.

## Œuvre philosophique
Jules Vuillemin se réclama toujours de l'héritage de Martial Gueroult, philosophe et historien de la philosophie qui insistait sur la cohérence et la nécessité de la construction des systèmes philosophiques. Un système n'est pas le résultat de pensées contingentes qui se suivent dans un ordre arbitraire, mais un ensemble de pensées rigoureusement articulées se suivant dans un ordre rationnel, « selon l'ordre des raisons ».

### L'Héritage kantien
Dans L'Héritage kantien, Vuillemin examine de manière systématique l'ordre et la nature des interprétations de Kant proposées par ses successeurs. Ce livre fut l'une des influences des Mots et les choses de Michel Foucault.

### La Philosophie de l'Algèbre
Œuvre majeure de la philosophie française dans le domaine de l'épistémologie des mathématiques.
Publié en 1962, La Philosophie de l'algèbre. Tome I : Recherches sur quelques concepts et méthodes de l'Algèbre moderne est un ouvrage d'une grande technicité, à la fois mathématique et philosophique.
Une deuxième partie devait compléter la Philosophie de l'algèbre, mais n'a jamais été publiée ; en 1993, Vuillemin expliquera pourquoi dans la 2e édition de la Philosophie de l'algèbre.
L'ouvrage est dédié à Pierre Samuel, mathématicien qui fut membre de Bourbaki, et assista Vuillemin dans la rédaction de l'ouvrage ; au physicien Raymond Siestrunck ; et au linguiste Georges Vallet, qui fut le collègue de l'auteur à l'université de Clermont-Ferrand. Les deux premiers étaient déjà remerciés dans Mathématiques et métaphysiques chez Descartes, à l'instar de Michel Serres qui était le collègue de Vuillemin à l'université de Clermont-Ferrand.

### Nécessité ou contingence
On peut considérer que tout l'œuvre de Vuillemin est une interrogation sur la nature des systèmes philosophiques. Néanmoins, c'est dans ses derniers ouvrages, Nécessité ou contingence et What are philosophical systems?, que cette interrogation parvient à son achèvement.
Dans Nécessité ou contingence. L'aporie de Diodore et les systèmes philosophiques, Jules Vuillemin part de l'analyse d'un paradoxe logique et de la combinatoire des solutions possibles, pour dégager les principes d'une classification a priori des systèmes philosophiques. Ces deux étapes correspondant à deux méthodes :
- la « méthode analytique », qui procède des conséquences aux principes ;
- et la « méthode synthétique », qui descend au contraire des principes aux conséquences.

Le paradoxe réside dans l'incompatibilité de quatre thèses communément tenues pour évidentes :
« A. Le passé est irrévocable,
B. De l'impossible au possible la conséquence n'est pas bonne,
C. Il y a des possibles qui ne se réaliseront jamais,
NC. (principe de nécessité conditionnelle). Ce qui est ne peut pas ne pas être pendant qu'il est. » (Introduction, I, p. 7)
Vuillemin va montrer que pour résoudre ce conflit, il faut abandonner l'un ou l'autre de ces principes ; et comment les différentes philosophies sont conduites à justifier, à chaque fois, l'abandon d'un principe pourtant intuitif.

## La postérité
- L'ensemble des cours dispensés par Jacques Bouveresse  au Collège de France, de 2007 à 2009[13], constitue une sorte de vaste ensemble de commentaires et de discussions des thèses de Jules Vuillemin.
- Le colloque De Brunschvicg à Bachelard à l'École normale supérieure, en 2009[14], avec la discussion, entre Anastasios Brenner et Philippe Binant, autour de Jules Vuillemin.
- Les recherches de Sébastien Maronne : Pierre Samuel et Jules Vuillemin :  mathématiques et philosophie, en 2014[15].

## Quelques élèves de Jules Vuillemin
- Jacques Bouveresse.
- Pascal Engel.
- Anne Fagot-Largeault, membre de l'Académie des sciences.